# اپریکات (واشینگتن)
اپریکات (به انگلیسی: Apricot) یک منطقهٔ مسکونی در ایالات متحده آمریکا است که در شهرستان بنتون، واشینگتن واقع شده است. اپریکات ۲۵۱ متر بالاتر از سطح دریا واقع شده است.